# 鸠江区
鸠江区是中國安徽省芜湖市下辖的一个市辖区。是芜湖市的工业区，区域总面积约为820平方公里，总人口約55万人（含芜湖市经济技术开发区），古時此地鳩鳥繁多，流經此地的長江，俗稱「鳩江」，故取名為「鳩江區」。區人民政府駐二壩鎮。

## 行政区划
鸠江区下辖7个街道办事处、4个镇：
四褐山街道、裕溪口街道、官陡街道、湾里街道、清水街道、龙山街道、万春街道、沈巷镇、二坝镇、汤沟镇和白茆镇。

## 人口
根據第七次人口普查數據，截至2020年11月1日零時，鳩江區常住人口為540487人。

## 交通
- 商杭客运专线：芜湖北站